# Filip Marković
Pour les articles homonymes, voir Marković.
Filip Marković (en serbe cyrillique : Филип Марковић) est un footballeur serbe né le 3 mars 1992 à Čačak. Il joue au poste de milieu de terrain.

## Carrière

### Formé au Partizan Belgrade
Fillip est formé au Borac Čačak en Serbie, en 2006, il part au Partizan Belgrade rejoindre le centre de formation jusqu'en 2010.

### Début en Serbie
Lors de la saison 2010-2011, il s'est engagé avec le FK Teleoptik deuxième club de la ville de Belgrade. Le 14 août 2010, il a joué ces premières minutes en tant que joueurs professionnel contre Sindjelic. Le 23 avril 2011, il a marqué son premier but contre Radnicki Sombor. Le 7 mai 2011, il a marqué le but de la victoire contre FK Bezanija. Au total il a joué 24 matchs et a trouvé 4 fois les chemins des filets. 
Lors de la saison 2011-2012, le 13 août il a marqué dès l'ouverture du championnat contre Novi Sad. Le 25 septembre 2011, il a marqué son deuxième but en championnat contre Mladi Radnik Pozarevac. Durant cette saison, il a joué 33 rencontres et a marqué trois buts.
Lors de la saison 2012-2013, il a marqué son premier but en championnat le 22 septembre contre son ancien club formateur Borac Cacak. Le 27 octobre il inscrit un doublé contre Metalac et permet à son club de gagner cette rencontre. Au total il a joué 24 matches et a marqué à cinq fois.

### Portugal et Espagne
Le 11 juin 2013, Marković a rejoint le club portugais SL Benfica , avec son frère Lazar , mais il joue en réserve durant toute la saison alors que son frère est allé directement à l'équipe principale. Il a fait ses débuts contre Penafiel durant cette saison il a joué 21 matchs et a marqué une seule fois.
En 2014, il s'engage en prêt avec Majorque en Segunda División, Il a joué 14 matchs et a marqué une fois lors d'une victoire (4-1) à l'UE Llagostera le 19 octobre.

### Royal Excel Mouscron
Filip Markovic rejoint le Royal Excel Mouscron début juillet 2015 en provenance du Benfica Lisbonne.
Lors de la saison 2015-2016 , il a disputé son premier match en Jupiler Pro League contre RSC Charleroi. Le 5 décembre, il a inscrit son premier but sous les couleurs du royal excel contre Malines. Une semaine plus tard il a marqué et a délivré une passe contre Courtrai, le 31 janvier 2016, il a marqué contre Ostende , pour sa première année en Belgique il a joué 32 matchs pour 4 buts marqués et 2 passes décisives.
Lors de la saison 2016-2017, le 30 août, il a marqué contre Anderlecht en ouverture de championnat et réalise un bon début de saison en cinq il a trouvé 4 fois les chemins des filets et a délivre une passé décisive, il réalise une bonne première partie de saison, le 29 janvier 2017, il a marqué et délivré une passe contre KAS Eupen, au total il a joué 30 matchs toutes compétitions confondues, il a marqué sept fois et a délivré six passes décisives.

### Racing club de Lens
À l'été 2017, il signe un contrat de deux ans au RC Lens et inscrit son premier but lors de la réception de Lorient le 9 septembre 2017 pour le compte de la 6ème journée de Ligue 2.
Utilisé de façon irrégulière lors de sa première saison, il est ensuite mis à l'écart avec Moussa Maazou et Abdelrafik Gérard par le nouvel entraîneur Philippe Montanier à l'aube de la saison 2018-2019,. Le technicien affirme que le serbe, invité à s'entraîner à l'écart du groupe, dispose d'un bon de sortie et le RCL commence à lui rechercher un club,. Le joueur reste finalement au Racing Club de Lens mais ne joue aucun match de championnat ou de coupe, devant se contenter d'une apparition lors d'un match amical contre le Calcio Padoue, le 11 octobre 2018, remplaçant Modibo Sagnan en fin de rencontre. En décembre 2018, la résiliation de contrat de Maazou relance les rumeurs de départ de Markovic qui suscite ensuite, lors de la période hivernale des transferts, l’intérêt du Lechia Gdańsk, en tête du championnat polonais,.

## Vie privée
Il est le frère aîné de Lazar Marković, aussi footballeur professionnel. Il a fait ses débuts avec lui au Borac Čačak et au Partizan Belgrade.